# Младен Тричков
Младен Тричков е български революционер и участник в четата на Христо Ботев.

## Биография
Роден в пиротското село Баре Чифлик през 1841 г. Има двама братя – Георги и Коста. Занимава се с писарство и води дела като съдебен защитник по спорове между жители в окръга. Според някои изследователи Тричков е куриер на революционен комитет, основан от Васил Левски в Пирот, и като такъв посещава София, за да разнася поща с конспиративно съдържание под прикритие на служебната си дейност. Среща се с Генадий Скитник.
Тричков напуска границите на Османската империя през 1873 г. във връзка с преследванията на дейци, близки до Димитър Общи и Васил Левски. Установява се в Браила, която по това време е средище за мнозина представители на българската революционна емиграция във Влашко. По спомени на Кирил Тричков, внук на брат му Коста, през 1875 г. Младен лежи в румънски затвор по неясни обвинения. Макар да бива освободен след една седмица, все пак трябва да напусне Браила заради забрана да работи в града. През 1876 г., на 35-годишна възраст, участва в отряда „Св. Георги“ в четата на Христо Ботев, но следите му се губят след придвижването на революционерите към Стара планина.

## Тричкови в България
Сръбските власти принуждават братята на Младен да напуснат Пиротско окончателно след Сръбско-българската война, след което се установяват в радомирското с. Батановци. Към 1917 г. Георги има даракчийница, или работилница за тъкачни материали, а Коста е съдържател на странноприемница с кръчма.